# Fazy głoski
Fazy głoski – trudno obserwowalne, trwające setne, czasem tysięczne sekundy, części czasu trwania całej głoski, zwane także momentami artykulacyjnymi głoski. Wyróżnia się trzy fazy głoski:
- następ (wstęp, nastawa) – w tej fazie aparat mowy przechodzi od stanu obojętnego, właściwego oddechowi, do pozycji niezbędnej do wyartykułowania głoski
- szczyt (postawa) – faza polega na trwaniu narządów mowy w ułożeniu właściwym dla danej głoski
- zestęp (odstawa, ustęp, odstęp) – w tej fazie narządy mowy wracają do stanu obojętnego[2].

Przykładowe procesy artykulacyjne w fazach głoski [z]:
- następ: czubek języka zbliża się do przednich, górnych zębów, zsuwają się więzadła głosowe
- szczyt: między zębami a językiem powstaje szczelina, więzadła głosowe drgają
- zestęp: język oddala się od zębów, więzadła głosowe rozsuwają się

Fazy artykulacyjne głoski bada się na zapisie filmowym (np. kinorentgenograficznym) pozwalającym zwalniać i zatrzymywać obraz oraz poprzez zapis cyfrowy dźwięku.